# Maxon Effects
Maxon es la marca comercial que la Compañía japonesa Nisshin Onpa utiliza en su línea de pedales de efectos diseñados para guitarra y bajo eléctrico.

## Historia
Maxon (Nisshin Onpa) comenzó a mediados de 1960 como un fabricante de pastillas para instrumentos eléctricos. En 1969 se transformó en un fabricante de pedales de efectos, siendo su tarea más importante fabricar productos OEM para otras compañías. Durante ese tiempo, Nisshin Onpa fue la respondable de fabricar un pedal de fuzz/wah muy popular, que fue vendido bajo una gran cantidad de marcas comerciales, entre las que se incluyó Ibanez. Durante los 70', Ibanez se transformó en uno de los clientes principales de productos OEM. Nisshin Onpa diseñó y fabricó los ahora legendarios Tube Screamers TS-808 y TS-9 para Ibanez, y muchos otros modelos como el FL-9 Flanger, CS-9 Chorus y AD-9 Analog Delay. Nisshin Onpa también vendió estos pedales bajo su propia marca Maxon durante este tiempo. En 2002, luego de que Nisshin Onpa e Ibanez dejaron de hacer negocios juntos, Nisshin Onpa comenzó a publicitar más agresivamente su línea de pedales Maxon. Luego de reposicionarse como un fabricante de efectos de alta gama, Maxon expandió su línea de efectos analógicos, usando componentes NOS raros y diseños de circuitos clásicos que son hoy en día altamente respetados y buscados.
 Aunque Maxon produjo delays y reverbs digitales durante los 80' y los 90', hoy en día se concentra en fabricar efectos vintage "difíciles de encontrar en otro lado", como pueden serlo delays análogos, choruses y flangers análogos y unidades de overdrive y distorsión clásicas. 
Prácticamente toda la vieja serie 9 está disponible hoy en día bajo la marca Maxon, pero con ciertos cambios, como lo son un bypass real y una circuitería igual o en muchos casos superior a la original de Ibanez. La Compañía se siente orgullosa de una reputación que habla de "Calidad sobre cantidad".

El gran salto en la historia de Maxon se produjo sin dudas con el invento del pedal Tube Screamer de Ibanez. Estos pedales fueron fabricados por Maxon desde 1974 hasta 2002. Bajo la cubierta de cualquiera de los pedales fabricados durante este período, podrá observarse el nombre "Maxon" en el circuito. Estos pedales fabricados por Maxon y vendidos bajo la marca Ibanez fueron utilizados por Stevie Ray Vaughan, Eric Clapton, Rory Gallagher, Carlos Santana, Gary Moore y Misha Mansoor, entre otros muchos guitarristas. Ibanez continua fabricando estos pedales clásicos pero utilizando diferente circuitería, que hace perder algo del tono original del Tube Screamer, razón por la cual los modelos Maxon son tan buscados hoy en día.

## Avances tecnológicos
En su página de internet, Maxon asegura haber avanzado en la industria de los pedales de efectos. Primero, por haber creado el primer pedal de distorsión/simulador de amplificador valvular. Segundo, por haber fabricado el primer delay análogo compacto. Tercero, por haber fabricado el primer efecto programable y finalmente por haber inventado la primera unidad multi efecto.

## Usuarios famosos actuales
Aunque muchas veces los modelos Maxon no son tomados en cuenta por muchos guitarristas que prefieren utilizar pedales Ibanez, hay artistas que sí los utilizan:
- R.E.M.
- Buddy Guy
- Sum41
- Marty Friedman
- Pearl Jam
- Lynyrd Skynyrd
- Dave Sabo de Skid Row
- Jesse Tobias de Morrissey
- Brad Whitford de Aerosmith
- Steve Stevens de Billy Idol
- Adam Dutkiewicz de Killswitch Engage
- Thomas Erak de The Fall of Troy
- Matt Heafy de Trivium (banda)